# 秋田藤四郎
秋田藤四郎（あきたとうしろう）は、鎌倉時代に作られたとされる日本刀（短刀）。日本の重要文化財に指定されており、京都市東山区にある京都国立博物館が所蔵する。

## 概要
鎌倉時代の刀工・藤四郎吉光（粟田口吉光）により作られた短刀である。粟田口則国あるいは国吉の子とされる吉光は、山城国粟田口派の刀工のうち最も著名であり、特に短刀や剣の名手として知られていた。本作は吉光作の短刀としてはひときわ小ぶりで繊細な姿をしており、やや内反の姿形に振袖風のとなっている茎（なかご、柄に収まる手に持つ部分）が雅である。京都国立博物館主任研究員である末兼俊彦によれば、地鉄が肌立ち気味であり地沸（じにえ、刀身の平地（ひらじ）の部分に鋼の粒子が銀砂をまいたように細かくきらきらと輝いているもの）の輝きが衰えていない点を挙げて、これほどまでに小さい体配から想像もつかない存在感を示すと評している。
本作の名前の由来は、秋田城介である秋田実季が所持していたことによる。実季は1590年（天正18年）より関白である豊臣秀吉に臣従しており、1600年（慶長5年）の関ヶ原の戦いでは徳川方に付いて戦っていた。戦後には宍戸藩初代藩主となるが、失政（別説では最上義光の讒訴）を理由に改易を受け約30年に渡り蟄居させられた。なお、秋田家は陸奥三春藩藩主として幕末まで続いた。後に豊前小倉藩の小笠原伯爵家へ伝わり、1937年（昭和12年）2月16日には小笠原忠春伯爵名義で重要美術品に認定された。その後、正確な時期は不明であるが刀剣蒐集家の永藤一（なが ふじかず、1909~1999）の所有となり、文化財保護法施行後の1959年（昭和34年）6月27日に同人の所有名義で重要文化財に指定された。指定名称は「短刀銘吉光(名物秋田藤四郎)
」。本作を含む永藤一の刀剣コレクションは、同人の存命中から京都国立博物館へ寄託されており、同人の死去後の2017年、遺族より他のコレクションとともに本作も同博物館へ寄贈された。

## 作風

### 刀身
刃長は22.4センチメートル、元幅は1.97センチメートル、反りは内反り。指表（さしおもて）には不動明王の梵字と煩悩を断ち切る利剣が彫られている。指裏（さしうら）には護摩箸（2本の細く短めの溝を平行に彫ったもの）を彫る。護摩箸（原義は護摩を焚く際に使う鉄箸であり、転じて不動明王の象徴）を示して不動明王の加護により所有者を護ることを祈ったものとされている。